# Руснак Людмила Олімпіївна
Руснак Людмила Олімпіївна (1947, Кишинів — 2014, Маріуполь) — українська театральна актриса. Заслужена артистка України, лауреат театральної премії імені Марії Заньковецької (1996).

## Життєпис
Народилась в місті Кишинів. Походить з родини акторів.
Навчання починала у студії російського драматичного театру ім. А. П. Чехова (Кишинів), на студії «Молдова-фільм». Закінчила акторське відділення Кишинівської консерваторії (республіканська база тодішнього Ленінградського інституту театра, музики і кінематографії, клас Н. С. Аранецької).
Працювала у театрах Тирасполя, Томська і Маріуполя. Тільки маріупольському театру віддала сорок років натхненої праці, де працювала з 1974 року).

## Родина
Чоловік — Доронченко Юрій Семенович. Донька — Світлана Доронченко.